# Clarkdale
Clarkdale — кодовое название двухъядерных процессоров Intel Core i5, i3 и Pentium первого поколения для настольных ПК. Он тесно связан с мобильным процессором Arrandale: оба используют двухъядерные кристаллы на базе 32-нм микроархитектуры Westmere и имеют встроенную графику, PCI Express и каналы DMI.
Clarkdale является преемником Wolfdale, используемого в настольных процессорах Intel Core 2, Celeron и Pentium Dual-Core. В отличие от своего предшественника, Clarkdale уже содержит основные компоненты северного моста, такие как контроллер памяти, PCI Express для внешней графики, встроенную графику и разъём DMI, что позволяет создавать более компактные системы без отдельного северного моста или дискретной графики, такой как Lynnfield.
В комплект процессора Clarkdale входят два кристалла: кристалл процессора 32 нм с соединениями ввода-вывода и процессор, использующий технологический процесс 45 нм: в нём также содежатся графический процессор и встроенный контроллер памяти. Физическое разделение кристалла процессора и кристалла контроллера памяти привело к увеличению задержки памяти.
CPUID для Clarkdale — семейство 6, модель 37 (2065x). Мобильный эквивалент Clarkdale — Arrandale.

## Торговые марки
Процессоры Clarkdale продаются под торговыми марками Intel Core, Pentium и Celeron с различными наборами функций. В версиях Core i5 обычно включены все функции, а в моделях Core i5-661 и Core i5-655K отсутствуют Intel VT-d и TXT, как в Core i3, который также не поддерживает новые инструкции Turbo Boost и AES . Кроме того, версии Pentium и Celeron не имеют SMT и могут использовать только уменьшенный объём кэша третьего уровня.
Линия Xeon L340x имеет более низкую тактовую частоту и расчётную тепловую мощность, а также поддерживает небуферизованную память ECC в дополнение к функциям Core i5-6xx, но у неё отключена поддержка встроенной графики.
Хотя контроллер памяти в процессорах Clarkdale встроен в корпус, он находится на кристалле, отдельном от ядер ЦП, и, таким образом, имеет увеличенную задержку по сравнению с архитектурами процессоров, которые интегрируют его на кристалле с основными ядрами ЦП.
| Имя бренда | Модель (список) | Логотип | Размер кэша L3 | Тепловая схема питания |
| ---------- | --------------- | ------- | -------------- | ---------------------- |
| Целерон    | G1xxx           |         | 2 МБ           | 73 Вт                  |
| Пентиум    | G6xxx           |         | 3 МБ           | 73 Вт                  |
| Ядро i3    | i3-5xx          |         | 4 МБ           | 73 Вт                  |
| Ядро i5    | i5-6xx          |         | 4 МБ           | 73-87 Вт               |
| Ксеон      | L340x           |         | 4 МБ           | 30 Вт                  |